# Cappel (Moselle)
Cappel (Duits: Cappel in Lothringen) is een gemeente in het Franse departement Moselle (regio Grand Est) en telt 694 inwoners (2005). De plaats maakt deel uit van het arrondissement arrondissement Forbach-Boulay-Moselle.

## Geografie
De oppervlakte van Cappel bedraagt 6,0 km², de bevolkingsdichtheid is 115,7 inwoners per km².
De onderstaande kaart toont de ligging van Cappel (Moselle) met de belangrijkste infrastructuur en aangrenzende gemeenten.

## Demografie
Onderstaande figuur toont het verloop van het inwonertal (bron: INSEE-tellingen).